# Adobe Illustrator
Adobe Illustrator är ett vektorbaserat illustrationsprogram skapat av Adobe. Programmet släpptes för första gången 1987 till Apples Macintosh, men finns idag även till Windows. 
Sedan 2011 är Adobe Illustrator en del av Adobe Creative Cloud, vilket är en tjänst som tillhandahåller alla Adobes programvaror och även en del molntjänster.